# Kroenleinia grusonii
Kroenleinia grusonii (Hildm.) Lodé, 2014 è una pianta appartenente alla famiglia delle Cactacee, endemica del Messico centro-orientale. È l'unica specie nota del genere Kroenleinia Lodé. È comunemente noto come cuscino della suocera o grusone

## Descrizione

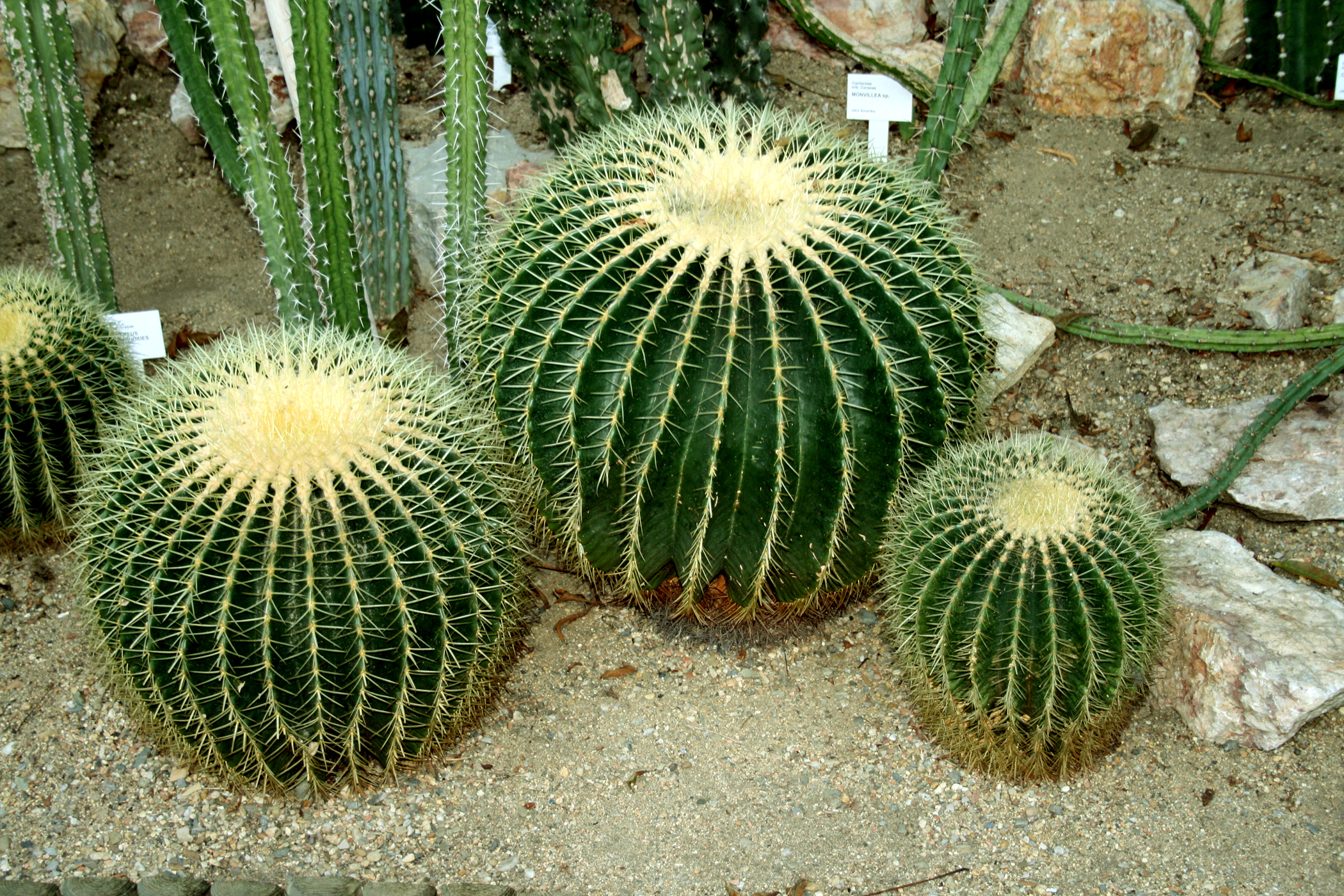
Kroenleinia grusonii

Ha fusto grossolanamente cilindrico o globoso, che si appiattisce verso l'apice; in condizioni ottimali può raggiungere i 90 cm di diametro. È una pianta xerofila cioè adattata ai climi aridi: infatti il fusto è verde per svolgere la fotosintesi clorofilliana e le foglie sono trasformate in spine per non disperdere acqua.
Le costolature sono ornate da areole ricoperte da peluria giallastra, da 8-10 spine radiali e 3-5 spine centrali. Le spine sempre gialle oro o bianche (nelle varietà albina).
I fiori sono prodotti solo dalle piante adulte (oltre i quindici anni di vita); sono cotonosi, a forma di imbuto, di colore giallo-verde, e possono raggiungere una lunghezza di 5–7 cm.

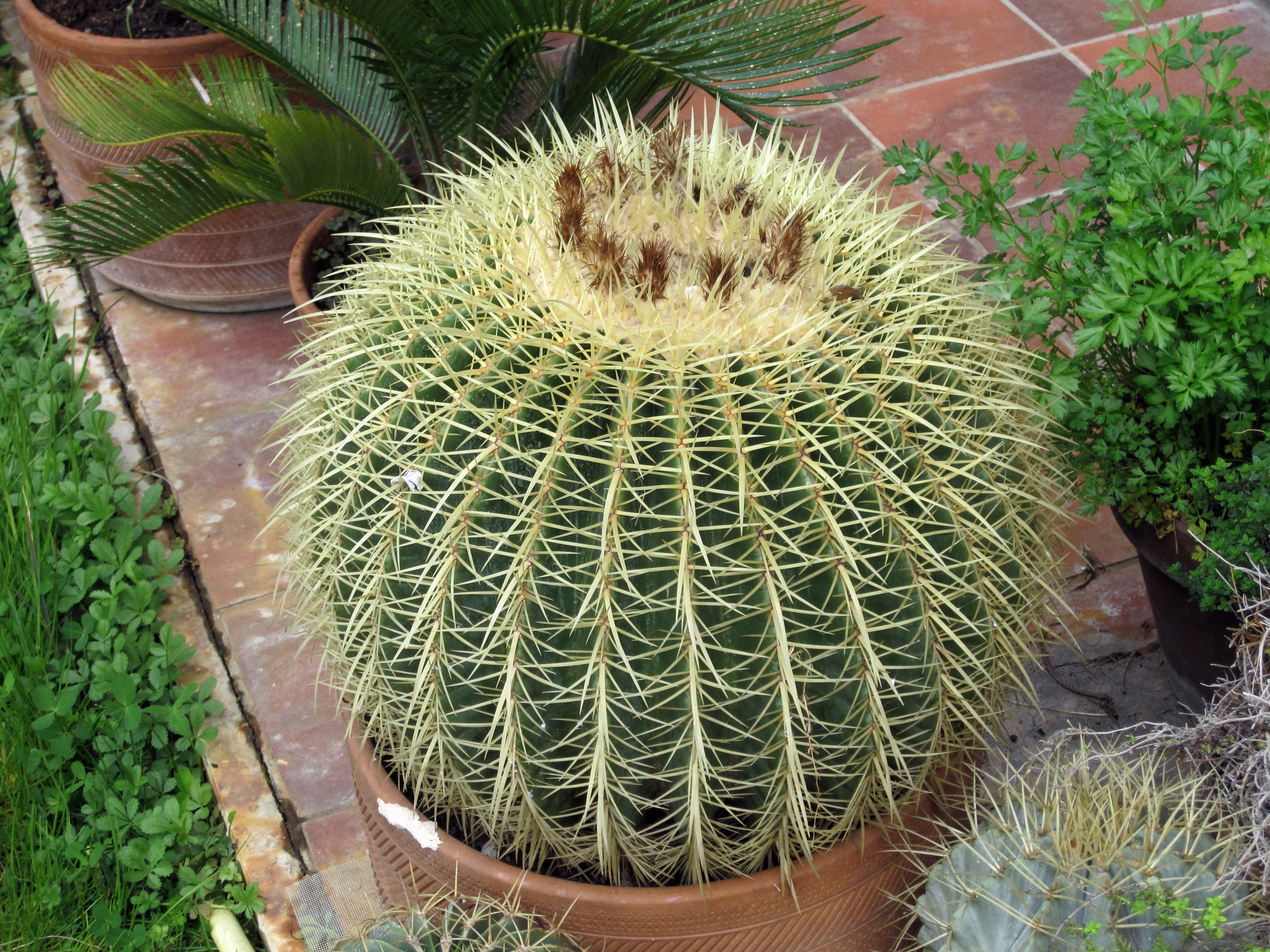
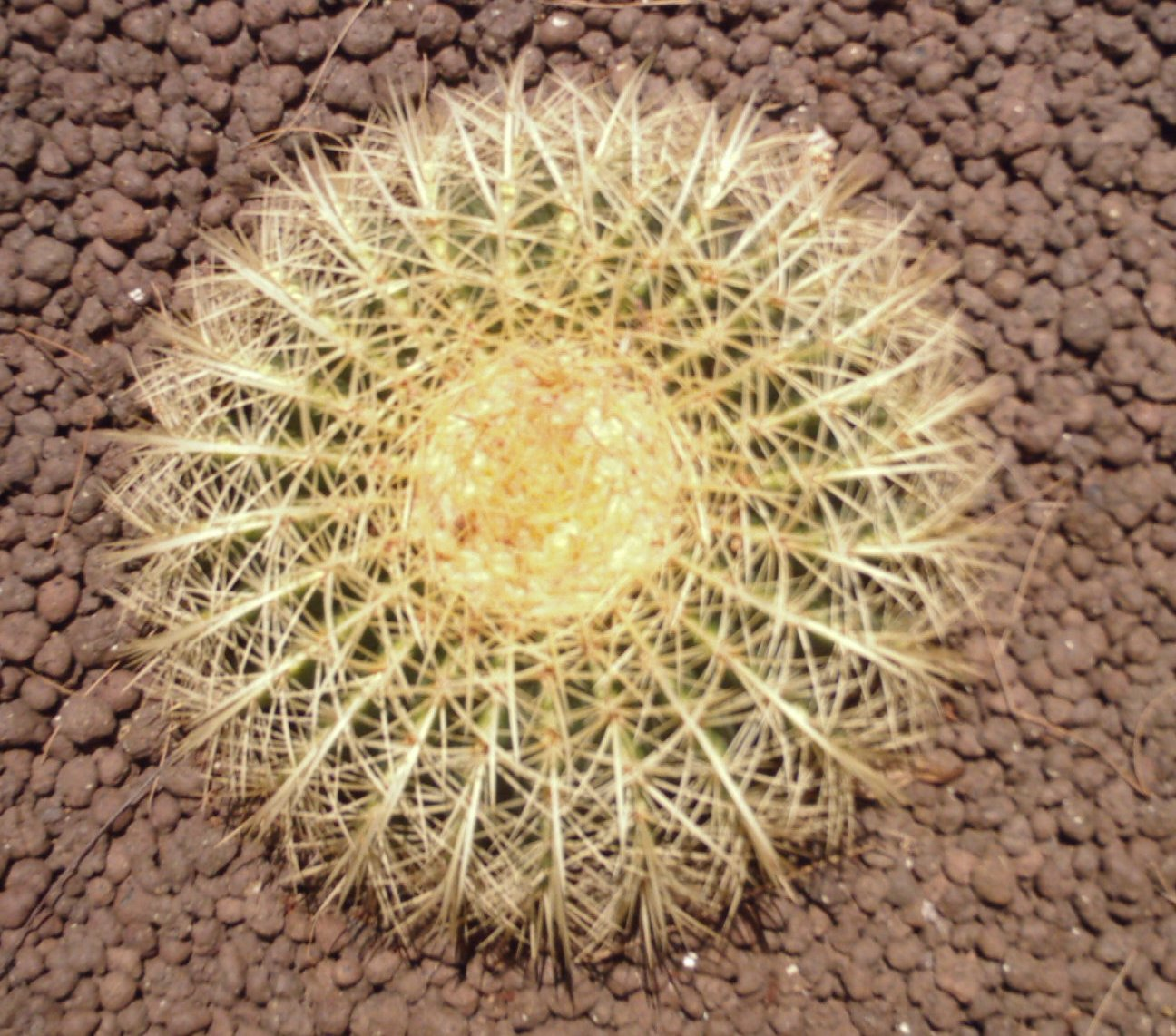
Visto dall'alto
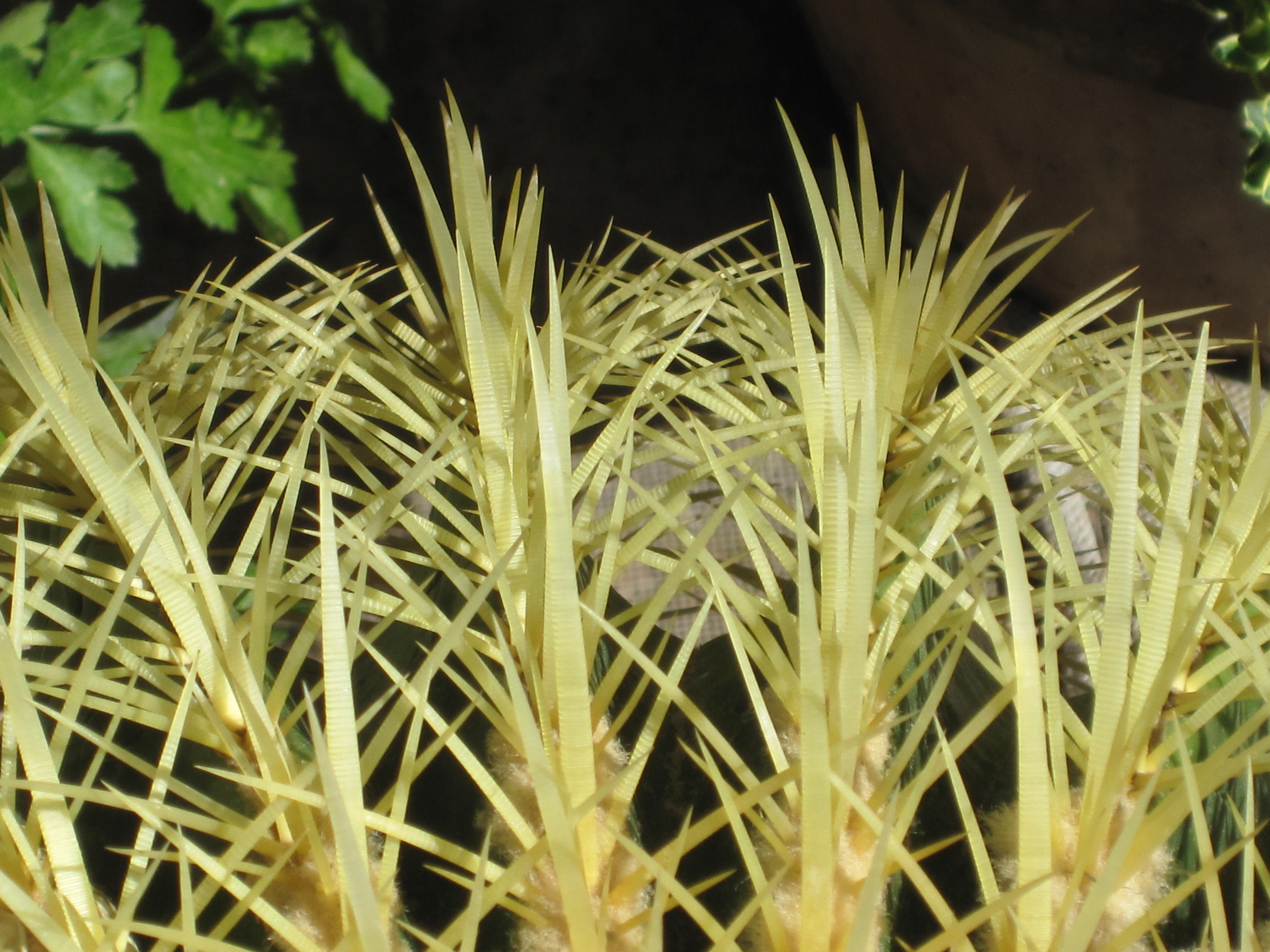
Le spine
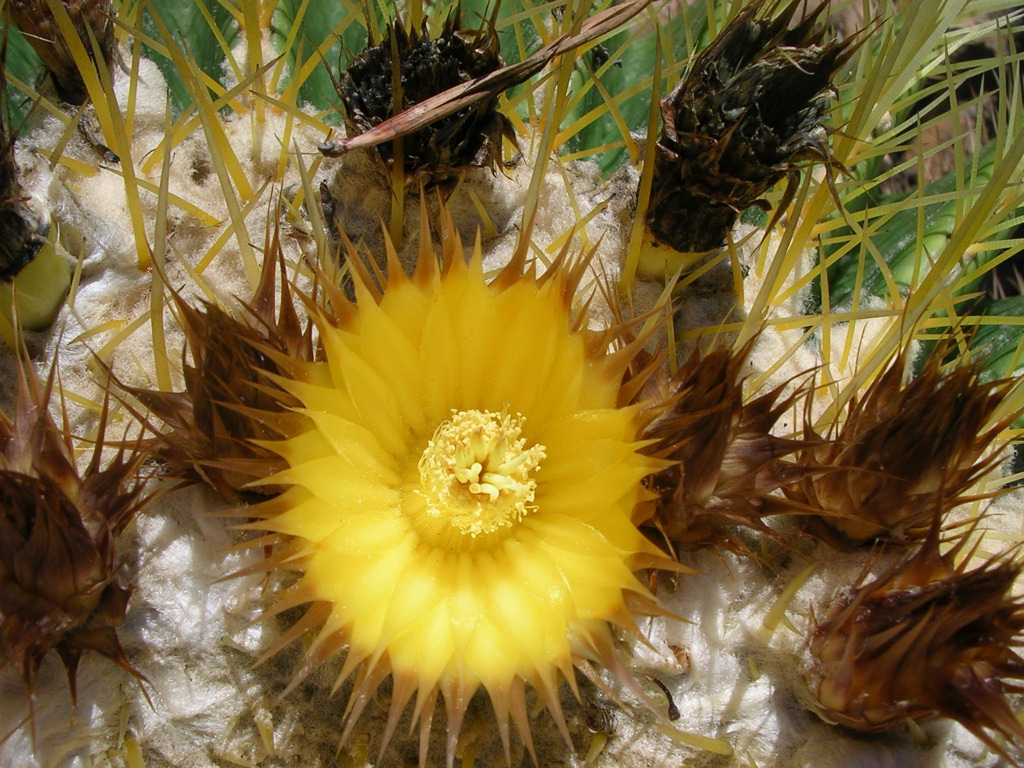
Il fiore
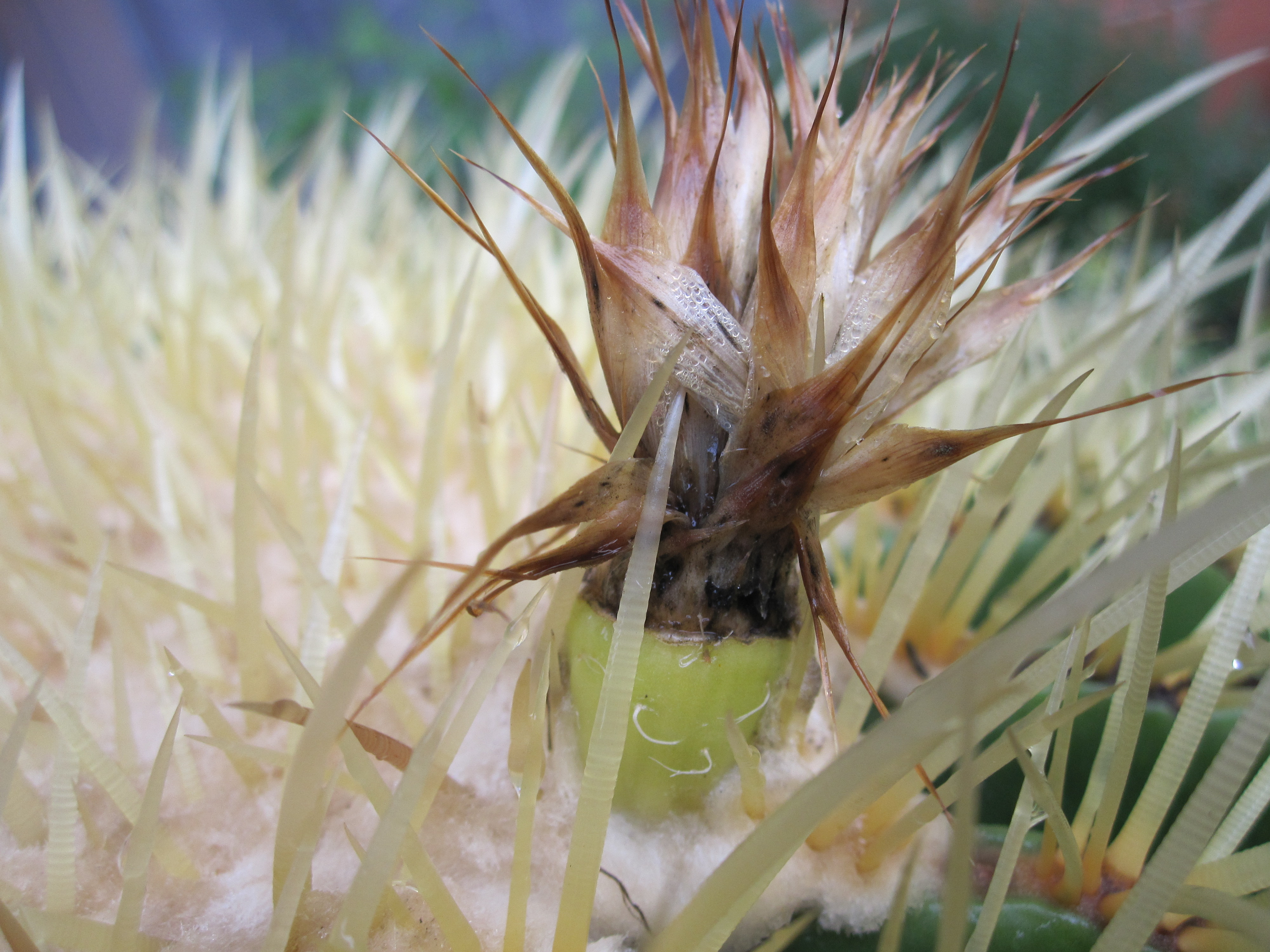
Il frutto
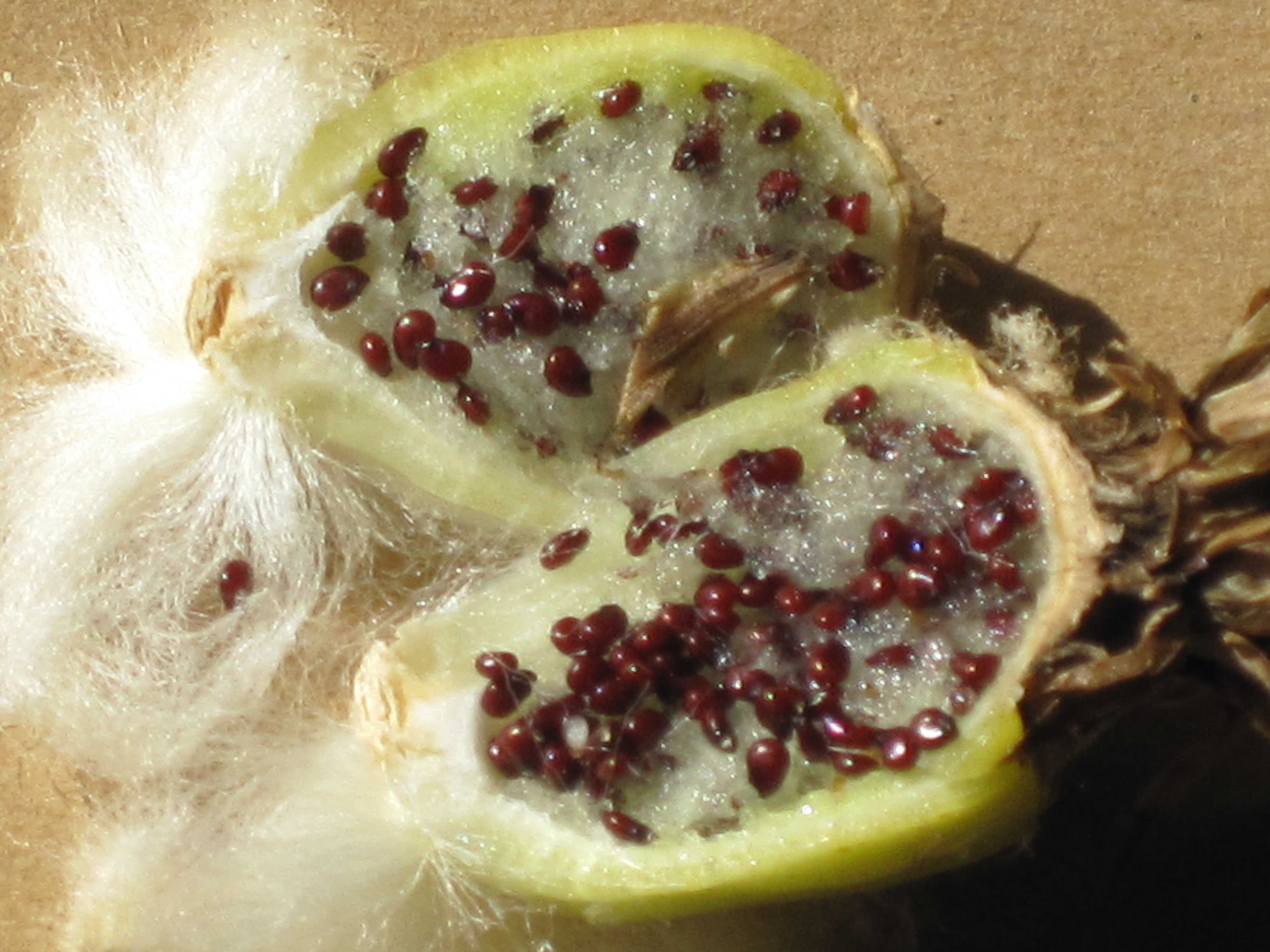
I semi

## Distribuzione e habitat
La specie è nativa delle zone desertiche del Messico nord-orientale.

## Conservazione
La Lista rossa IUCN classifica Kroenleinia grusonii (sin.Echinocactus grusonii) come specie in pericolo di estinzione (Endangered).